# Netgear
Netgear è una multinazionale statunitense con sede principale a San José in California. È specializzata in soluzioni di networking per l'utente finale e le piccole imprese.
Controllata da Bay Networks, venne acquistata nell'agosto 1998 da Nortel, di cui rimase una controllata al 100% fino al marzo 2000. Da lì, ebbe inizio un processo di vendita di azioni sul mercato che la portò all'indipendenza totale nel febbraio 2002.
Nel 2003 la società è stata quotata in borsa con la denominazione NASDAQ: NTGR.
Nel 2001 viene costituito l'ufficio commerciale Netgear Italia con sede a Milano.

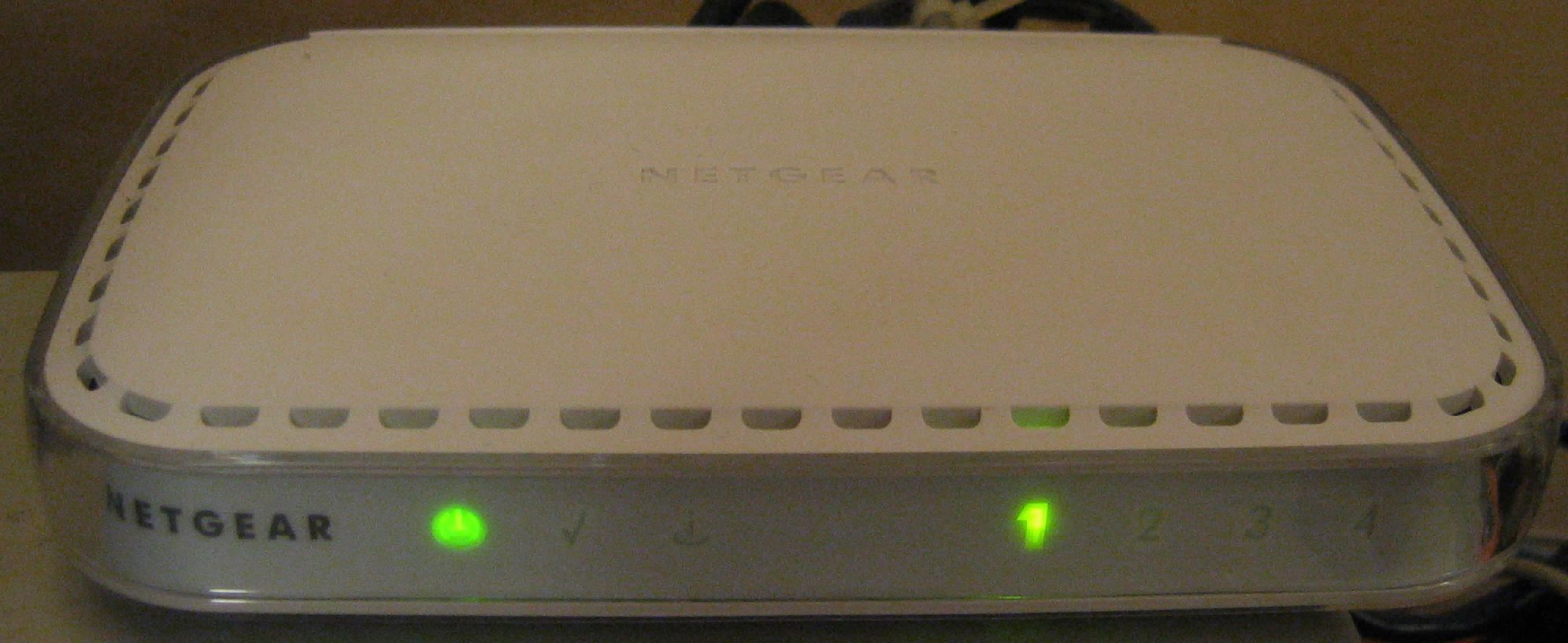
Un modem router Netgear in funzione

La gamma di prodotti Netgear permette la condivisione di file, di contenuti multimediali e digitali, di periferiche e dell'accesso a Internet, creando una rete di comunicazione tra personal computer, dispositivi e Internet. Il portafoglio di soluzioni di networking comprende: prodotti di rete Ethernet, tra cui adattatori Ethernet, Switch, prodotti a banda larga, appliance e gateway di sicurezza, soluzioni di Network Attached Storage e wireless.
Netgear, Inc. è proprietaria di oltre 30 marchi registrati di tecnologie brevettate: NETGEAR, NETGEAR Digital Entertainer, NETGEAR Digital Entertainer Logo, NETGEAR GREEN & Design, NETGEAR Genie, NETGEAR Stora, NETGEAR Stora & Design, “ANYTIME, ANYWHERE, ANY MEDIA, ANY SCREEN”, Connect with Innovation, Everybody's Connecting, FrontView, IntelliFi, NEO TV, LEAF NETWORKS, NET-DOCTOR, OpenDNS, Plus Switch, PowerShift, ProSafe, ProSecure, PROSECURE & Design, ProSupport, PUSH2TV, RAIDar, RAIDiator, RangeMax, ReadyNAS, ReadyNAS Remote, ReadyNAS Vault, READYSHARE, Smart Wizard, X-RAID, X-RAID2 e NETGEAR ARLO.
NETGEAR dispone di diversi canali di vendita globale, tra cui rivenditori a valore aggiunto (VAR), rivenditori diretti (DMRs), rivenditori tradizionali, e inoltre le principali catene della Grande distribuzione organizzata (GDO) e siti di E-commerce.
Dal 2015 Netgear ha iniziato la produzione di  sistemi di sicurezza completamente senza fili, configurabile anche dai meno esperti. Di questi sistemi fa parte la famiglia Arlo con le 3 serie: Arlo, Arlo PRO, Arlo PRO 2 (Disponibile in Italia da Primavera 2018) e Arlo GO (Vincitrice del CES 2017 per l`innovazione).